# Janów (gmina Zgierz)
Janów – wieś w Polsce położona w województwie łódzkim, w powiecie zgierskim, w gminie Zgierz.
| SIMC    | Nazwa   | Rodzaj    |
| ------- | ------- | --------- |
| 0416918 | Osmolin | część wsi |

Miejscowość wchodzi w skład sołectwa Józefów.
W latach 1975–1998 Janów należał administracyjnie do ówczesnego województwa łódzkiego.